# Nehushtan

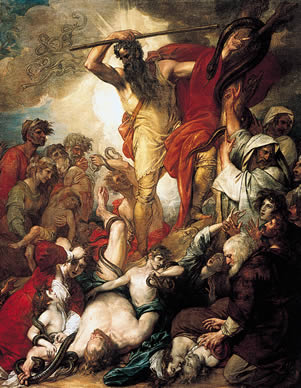
The Brazen Serpent, van Benjamin West

Nehushtan of Nohestan (Hebreeuws: נחושתן of נחש הנחושת neḥushtan, "Koperslang" of "slang van (het) koper") was volgens de Hebreeuwse Bijbel een bronzen of koperen slang aan een paal die Mozes in opdracht van JHWH oprichtte. In het verhaal in Numeri 21 staat dat de Israëlieten toen zij tegen JHWH en Mozes ageerden, werden gestraft door giftige slangen. Als zij echter na gebeten te zijn keken naar de bronzen slang, zouden ze niet sterven (Numeri 21:4-9).
Koning Hizkia (725 - 697 v.Chr.) sloeg de Koperslang aan stukken tijdens een religieuze zuivering. Honderden jaren na Mozes hadden "de Israëlieten ... namelijk nog altijd de gewoonte voor deze slang, die de naam Koperslang [Nehushtan] droeg, wierook te branden." Dit vers (2 Koningen 18:4) is de enige plaats in de Bijbel waar de aanduiding Nehushtan voorkomt. Sommige vertalingen geven dit vers zo weer dat Hizkia of "men" op dat moment de koperen slang de naam Nehushtan gaf, mogelijk als uiting van minachting.

## Locatie
Omdat de Nehushtan samen met de Asjerapalen werd genoemd, wordt vaak aangenomen dat deze samen in de hof van de tempel van Salomo in Jeruzalem stonden en de Nehushtan daarmee een van de cultussymbolen was voor de mensen die in de tempel kwamen aanbidden. Hierin verschilde de Nehushtan van de cherubs, die in het allerheiligste van de tempel stonden, buiten het zicht van het volk. De Nehushtan stond dus waarschijnlijk in de tempelhof en mensen dachten dat hij genezende krachten had en / of vruchtbaarheid verhoogde.
Andere wetenschappers denken dat de Koperslang in Jeruzalem in de nabijheid stond van de "steen van Zoheleth", "de Slangensteen, bij de Rogelbron" (1 Koningen 1:9), dus buiten het tempelterrein. Er zijn echter geen aanwijzingen die de Koperslang met de steen van Zoheleth verbinden. Op die steen werden schapen en runderen geofferd, terwijl voor de Koperslang alleen wierook werd gebrand.

## Historische context
Uit de vorm van het woord Nehushtan blijkt dat de naam oud is, maar de verklaring als een "koperen" voorwerp lijkt te duiden op volksetymologie, want naḥash betekent zowel "koper" als "slang". Het is waarschijnlijk dat neḥushtan als een voorwerp werd gebruikt in de oude Semitische cultus en een soort totempaal was, misschien uitgerust met een reproductie van een slang, mogelijk van hout en werd geplaatst voor tenten of primitieve woningen als een middel om geesten te verdrijven die geacht werden zich overal te bevinden.
Kanaän kende in de bronstijd een wijdverbreide slangencultus. Archeologen hebben voorwerpen die hierbij werden gebruikt gevonden in diverse pre-Israëlitische steden, zoals in Megiddo, Gezer, Hazor en Sichem. Volgens Lowell K. Handy kan de Nehushtan een symbool in de tempel zijn geweest van een minder belangrijke god van genezing van slangenbeten.
De "giftige slangen" in Numeri 21 worden daar aangeduid met שָׂרָף śārāf (meervoud śərāfîm) waarmee de zwarthalscobra werd aangeduid, in Egypte de brilslang (Egyptisch wr.t "de grote" of i‘r.t "de opstijgende"), die in de steensnijderskunst met twee vleugels werd afgebeeld en al vanaf het 2e millennium v.Chr. verbreid was als beschermgenius. Het is daarom mogelijk dat de slangencultus werd opgenomen in de traditie van het jodendom, doordat Mozes deze van oorsprong Egyptische cultus introduceerde (vergelijk Exodus 4:2-4; 7:8-12,15). Noth stelde dat deze traditie wat jonger is dan de andere die met de uittocht uit Egypte worden geassocieerd, omdat deze alleen kon ontstaan nadat David Jeruzalem had veroverd.
Binnen de documentaire hypothese wordt het verhaal in Numeri 21 toegeschreven aan de Jahwist en Elohist. In de Bijbelwetenschap wordt dit vroege verhaal daarom gezien als een verslag van de opkomst van slangenaanbidding die tot in de tijd van Hizkia bleef bestaan. In de oude cultus werd de slang duidelijk als zegen of weldaad brengend beschouwd, zoals vaak het geval was bij Semitische volken in het algemeen. Maar tegelijk ging men de slang als onheilsbrenger beschouwen, als een belichaming van sluwheid en verleiding (vergelijk Genesis 3) en deze twee opvattingen verdroegen elkaar niet. Het woestijnverhaal doet recht aan deze twee historische aspecten van de aard van de slang en het overeenkomstige geloof. Voeg hieraan toe dat alle aanbidding van beelden of afbeeldingen werd ontmoedigd door de profeten. In dit specifieke geval was het bijzonder onaangenaam voor de hervormingsgezinde partij in Juda, want hun grootste inspirator Jesaja had het idee van de "vliegende slang" juist gespiritualiseerd in de vorm van de serafim, die met de meervoudsvorm van exact hetzelfde woord  שָׂרָף śārāf werden aangeduid als de giftige slangen in Numeri 21 (Jesaja 6:1-4). Een andere mogelijke verklaring is de overgang van de invloedssfeer van het Egyptische Rijk naar het Assyrische Rijk.

## Doorwerking

### Hebreeuwse Bijbel
In Deuteronomium 8:15 wordt alleen in algemene bewoordingen verwezen naar het verhaal in Numeri 21; verwijzing naar de Koperslang ontbreekt.

### Apocriefen
Ook in de Wijsheid van Salomo 16:6 komt verwijzing naar het verhaal in Numeri 21 voor en legt het accent op Gods reddende handelen. Het maken van de Koperslang had een pedagogisch doel. Het volk kreeg daardoor "een teken van de redding in herinnering aan het gebod van Uw wet". Men zou Gods wet moeten houden, niet omdat God anders giftige slangen zou sturen, maar omdat Hij zich zelfs tegenover bijtende slangen als reddende God had bewezen.

### Nieuwe Testament

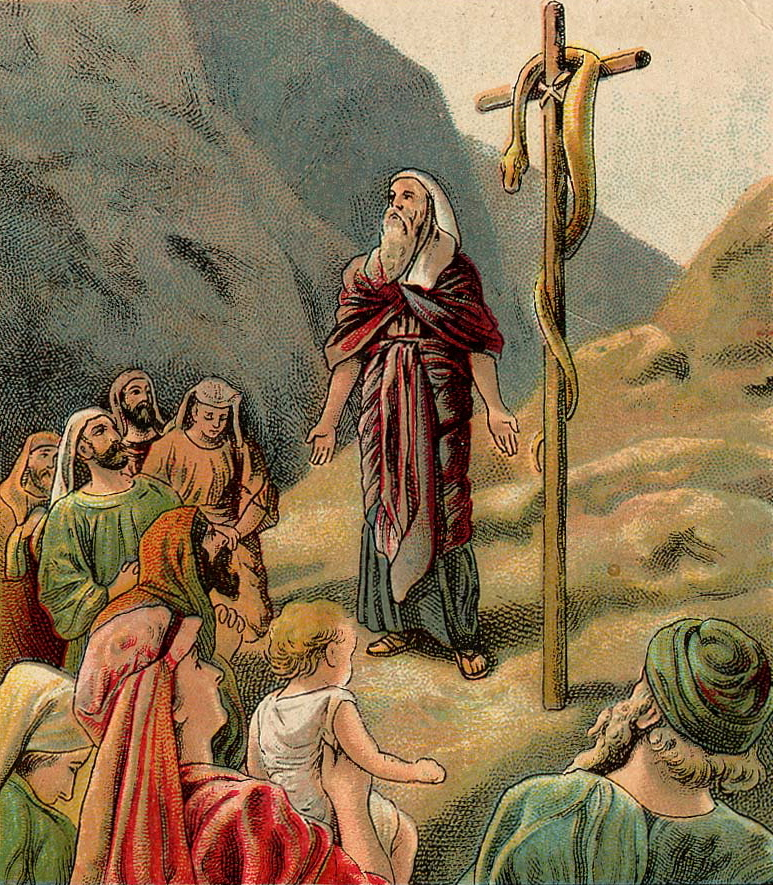
Mozes en de Nehushtan aan een kruis, afbeelding uit 1907

Paulus benadrukte hoe moest gehandeld tegenover zijn tegenstanders. In 1 Korintiërs 10:9 verwees hij daarbij naar de vertelling in Numeri 21, maar benadrukte niet Gods reddende maar straffende handelen. Het verhaal moest de Korintiërs aantonen dat zondaars gedood zouden worden.
In Johannes 3:14 wordt expliciet verwezen naar de vertelling over Mozes en de Koperslang: "De Mensenzoon [Jezus] moet hoog verheven worden, zoals Mozes in de woestijn de slang omhooggeheven heeft". Net als het "opkijken naar de slang" leven gaf, zou "geloof" een levenreddend effect hebben. De slang die zich rond de paal kronkelde, was een vooruitwijzing naar Jezus aan het kruis. In de kunst heeft dit geleid tot talloze afbeeldingen van een slang die rond een kruis kronkelt.

### Misjna
Het traktaat Rosj Hasjana bracht in 3:8 een ethisch aspect van de vertelling in Numeri 21 naar voren: 
Doodt een slang dan of maakt een slang levend? Nee, maar: toen de Israëlieten opkeken en hun hart aan hun Vader onderwierpen, werden ze gered, en als ze dat niet deden, kwamen ze om.
Dat het werkelijke luisteren de juiste instelling van het hart vereist, wordt aanschouwelijk gemaakt doordat de Israëlieten niet alleen maar moesten opkijken, maar ook hun hart op God moesten richten. De juiste instelling was dus de voorwaarde voor redding. Het is dus niet de slang die leidde tot leven of dood, maar het gedrag van de mens.

### Gnosticisme
In de eerste en tweede eeuw n.Chr. werd de slang aanbeden door de christelijke gnostische sektes van de ophieten en naässenen. Deze sektes aanbaden de Bijbelse slang uit de hof van Eden, die kennis gaf aan Adam en Eva. De slang werd beschouwd als een held omdat hij gnosis, "kennis" gaf aan de eerste mensen die God, de demiurg, van hen wilde weghouden.

### Occultisme
Sommige magie-theoretici stellen dat Nehushtan, de Koperslang, zich in de bovenste astrale regionen bevindt en verlossende krachten heeft, terwijl Nachasj, de slang in de kennisboom, zich in de lagere astrale regionen bevindt en negatieve krachten heeft.